# 小山諏訪神社
小山諏訪神社（おやますわじんじゃ）は、熊本県熊本市東区にある神社。拝殿前には大楠の神木がある。御本社は長野県の諏訪大社。

## 祭神
- 建御名方神 - 信州 諏訪大社の御祭神
- 八坂刀売神 - 建御名方神の妃神
- 大国主神 - 国津神の代表的な神、国津神の主宰神

## 歴史
陣内志談の中にある「合薩戦記」によると、天正13年(1585年)秋、薩摩の島津勢を迎えた合志氏は、石原狩野介吉利を総大将として今石城に1,500人が立てこもり迎え撃つこととなった。薩摩勢の大将は勇猛で知られた川上左京で、2,500人の兵を率いて白川を挟み相対した。9月2日から3日にかけ死闘を繰り返したが、敵の計略に陥り全滅した。今石城主である石原狩野介吉利の墓は白川の対岸にあり、熊本市石原町に「自然石の墓」として建っている。
境内にある「壱千年祭記念碑」には、昭和9年（1934年） の千年祭に社殿が改修されたと記されている。
小山諏訪神社の祠官は石原氏で、祠官としては天正の頃まで遡る。先祖は石原狩野介吉利であり、毎月1日と15日になると彼の墓には榊が供えられ供養されている。

## 文化財
熊本市指定有形文化財 正平塔（石燈籠）

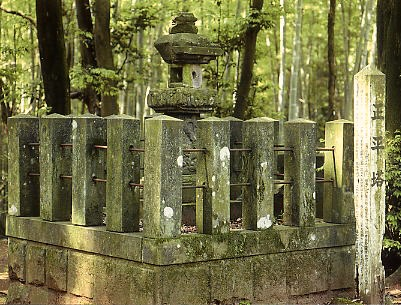
熊本市指定有形文化財
正平塔 (石燈籠)

小山諏訪神社の境内、本殿の正面から向かって右奥の場所にある。
熊本市ホームページによると、中台は4段に刻み上げ、その上に後補の安山岩の火袋があり、上に笠石と宝珠が載っている。基礎には蓮華座があり、中台にも蕨手文が刻まれている。
竿石（塔身）の一面に昇天龍、他面に、釣り糸を垂れる仙人（神仙）らしき人物・山岳・河川など浮彫りされている。

残り一面に「大工 藤原助次」「正平十二年七月日」と刻まれ、1357年の作である。藤原助次は筑後から肥後にかけ活躍した大工で「坂下阿蘇神社三重層塔」「三ノ宮四方仏」なども手掛けた。

## 交通
- 豊肥本線 光の森駅 から 国道145号線を利用し 車で約06分
- 豊肥本線 三里木駅 から 国道145号線を利用し 車で約08分
- 豊肥本線 武蔵塚駅 から 国道145号線を利用し 車で約10分